# Stockvik
Stockvik – miejscowość (tätort) w Szwecji, w regionie administracyjnym (län) Västernorrland, w gminie Sundsvall.
Według danych Szwedzkiego Urzędu Statystycznego liczba ludności wyniosła: 2532 (31 grudnia 2015), 2445 (31 grudnia 2018) i 2474 (31 grudnia 2019).